# Chłopków (województwo lubelskie)
Chłopków – wieś w Polsce położona w województwie lubelskim, w powiecie biłgorajskim, w gminie Frampol.
W latach 1975–1998 miejscowość administracyjnie należała do województwa zamojskiego. 
Wieś jest sołectwem w gminie Frampol. Według Narodowego Spisu Powszechnego z roku 2011 wieś liczyła 335 mieszkańców i była szóstą co do wielkości miejscowością gminy.
Wierni Kościoła rzymskokatolickiego należą do parafii św. Antoniego Padewskiego w Radecznicy.

## Części wsi
| SIMC    | Nazwa   | Rodzaj    |
| ------- | ------- | --------- |
| 0887167 | Nawozy  | część wsi |
| 0887173 | Tokarka | część wsi |
| 0887180 | Wygon   | część wsi |

## Współczesność
Część mieszkańców (według sołtysa i Rady Sołeckiej, 2/3) pragnie przyłączenia wsi do sąsiedniej gminy Radecznica w powiecie zamojskim. Starania o zmianę przynależności podjęto w 2002 roku. Jednakże z powodów formalnych (brak koniecznej do wszczęcia procedury decyzji w tej sprawie, choćby i odmownej, wydanej przez Starostwo Powiatowe w Biłgoraju) wniosku nie rozpatrzono. Chłopków położony jest w odległości 5 km od Radecznicy, a 13 od Frampola; ponadto historycznie przynależał do gminy Radecznica. W administracji kościelnej wieś należy parafii św. Antoniego Padewskiego w Radecznicy, korzysta również z jej cmentarza. Większość dzieci uczęszcza jednak do szkół w gminie Frampol. W Chłopkowie znajdują się też dwa gospodarstwa agroturystyczne: Pod Lipą i Siedlisko.